# 艾梅德·羅薩里奧
赫曼·艾梅德·瓦德茲·內特·羅薩里奧（西班牙語：Germán Amed Valdez Nate Rosario，1995年11月20日—），為美國職棒大聯盟的游擊手及外野手，目前效力於紐約洋基。他先前曾效力於大都會、守護者、道奇、光芒、紅人與國民等隊，並在2017年登上大聯盟。

## 職業生涯

### 紐約大都會
2012年，羅薩里奧以國際自由球員身分加盟大都會。他在2016年入選未來之星明星賽，並在球季結束後入選球隊的40人名單。2017年，羅薩里奧從3A出發。4月，他被評為全美新秀第一名，並隨後入選3A的明星賽和未來之星明星賽。
2017年8月1日，羅薩里奧登上大聯盟。他在初登場就敲出大聯盟首安。8月11日，他敲出大聯盟首轟。2018年5月20日，羅薩里奧首度達成雙響砲。
2019年，羅薩里奧繳出2成87的打擊率，並敲出15轟與72分打點。防守方面，他的DRS為-10分，是全國聯游擊手最差的成績。儘管如此，他依舊是國聯的安打王。
2020年8月28日，大都會因為進行補賽，導致他們在洋基主場反倒成為主場球隊。而羅薩里奧也罕見地在洋基主場敲出再見全壘打，寫下1899年以來，第一位在別隊主場敲出再見轟的選手。這年他的打擊率為2成52，並敲出4轟與15分打點。

### 克里夫蘭印地安人/守護者
2021年1月7日，大都會將羅薩里奧、安德列斯·席曼尼茲、Josh Wolf和Isaiah Greene交易到印地安人，換來法蘭西斯科·林多爾和卡洛斯·卡拉斯可。2021年3月，羅薩里奧轉任為外野手。後來因為羅薩里奧水土不服而被下放3A，並由Andrés Giménez接上游擊手的位置。8月31日，羅薩里奧首度上演單場5安打的演出，其中包含生涯首發場內全壘打。整季他的打擊率為2成82，並敲出11轟與57分打點。
2022年，羅薩里奧成為美聯的三壘安打王。這年他的打擊率為2成83，並敲出11轟與18次盜壘成功。另外他擊出35支內野安打也是全大聯盟第一多。

### 洛杉磯道奇
2023年7月26日，守護者將羅薩里奧交易至道奇，換來諾亞·辛德賈德及現金。他在道奇隊出賽48場比賽，打擊率為2成56。

## 國際賽
2018年10月29日，羅薩里奧代表大聯盟明星隊參加2018年美國職棒大聯盟美日明星賽。

## 外部連結
- 球員資訊和成績在MLB ，ESPN ，Retrosheet ，Baseball Reference ，Baseball Reference (Minors) ，Fangraphs ，The Baseball Cube （英文）
- 艾梅德·羅薩里奧的Instagram帳戶